# Campo Nuevo, Navolato
Campo Nuevo är en ort i Mexiko.   Den ligger i kommunen Navolato och delstaten Sinaloa, i den västra delen av landet, 1 000 km nordväst om huvudstaden Mexico City. Campo Nuevo ligger 27 meter över havet och antalet invånare är 127.
Terrängen runt Campo Nuevo är mycket platt. Runt Campo Nuevo är det ganska tätbefolkat, med 155 invånare per kvadratkilometer. Närmaste större samhälle är Culiacán, 13,6 km öster om Campo Nuevo. Trakten runt Campo Nuevo består till största delen av jordbruksmark.